# Magné (Vienne)
Magné – miejscowość i gmina we Francji, w regionie Nowa Akwitania, w departamencie Vienne.
Według danych na rok 1990 gminę zamieszkiwało 510 osób, a gęstość zaludnienia wynosiła 25 osób/km² (wśród 1467 gmin regionu Poitou-Charentes Magné plasuje się na 547. miejscu pod względem liczby ludności, natomiast pod względem powierzchni na miejscu 383.).